# Grattacielo La Meridiana
Il grattacielo La Meridiana (conosciuto anche con altri nomi quali "Grattacielo Massarenti", "Grattacielo di San Vitale" o "Condominio di via Cellini") è un grattacielo residenziale di Bologna, posto nel Quartiere San Donato-San Vitale.

## Storia
Il grattacielo fu progettato da un gruppo di quattro ingegneri (Bozzato, Calanchi, Montini, Orlandi) coordinati da Guido Cavani. Fu commissionato per volere dell'ACLI Casa a complemento di un insediamento residenziale costruito tra gli anni 1958 e 1960. Fu tra gli edifici più alti della città e il più alto nella periferia, almeno fino all'innalzamento delle Torri di Kenzō Tange durante gli anni Settanta.
Studiato per ospitare 84 nuclei familiari, in realtà questa tipologia non favorì l'integrazione tra i suoi abitanti.

## Descrizione
L'edificio è situato al centro di un complesso edilizio chiamato appunto "la Meridiana", posto a poca distanza dalla Tangenziale, nel quartiere San Vitale. Il blocco edilizio, assieme all'insediamento circostante su cui staglia, è pensato come intervento di edilizia popolare a basso costo.
Il grattacielo presenta una solida base di 41 metri per 11 ed è alto 70 metri. Per via della sua mole piatta e verticale, del tutto inconsueta nel panorama della periferia cittadina, è stato descritto come una "lastra conficcata" in una zona urbana a sviluppo lineare. La costruzione risulta ancora più anomala per via della messa in evidenza della trama strutturale in calcestruzzo armato e mattoni, in antitesi al modello di grattacielo tipico del Movimento moderno.